# Krakowskie Seminarium Biblijne
Krakowskie Seminarium Biblijne – jedno z seminariów duchownych Kościoła Zielonoświątkowego w RP, z siedzibą w Krakowie.

## Charakterystyka
Seminarium jest szkołą odwołującą się do nauczania klasycznego nurtu zielonoświątkowego, czerpiącego z tradycji wiary protestantyzmu i ewangelikalizmu. Założone zostało w 1993 r. w ramach Kościoła Zielonoświątkowego, którego agendą jest do chwili obecnej. Seminarium opiera się na wykładni wiary Kościoła Zielonoświątkowego i doktrynalnie reprezentuje pentekostalizm klasyczny.

## Cele i działalność
Celem działalności seminarium jest kształtowanie wiary i przygotowanie do służby chrześcijańskiej. Absolwenci szkoły mogą służyć w zborach w ramach różnych posług. Kształcenie obejmuje zarówno elementy teoretyczne z zakresu teologii, jak również praktyczne. Nauka w seminarium odbywa się w systemie zaocznym w siedzibie seminarium w Krakowie oraz w Ośrodku Rekolekcyjnym Kościoła Zielonoświątkowego w Czchowie. Studentem w seminarium może być każdy chrześcijanin należący do jakiegokolwiek ewangelicznego kościoła protestanckiego, który otrzymał rekomendację od pastora zboru.

### Szkoły główne
Ramowy program obejmuje 80 godzin, na który składają się wykłady oraz zajęcia praktyczne (głoszenie kazań, prowadzenie rozmowy duszpasterskiej, grupy domowe etc.). Podstawowy program obejmuje dwa typy szkół. Po ukończeniu jednej z nich, student otrzymuje świadectwo i może kontynuować naukę na kolejnej w roku następnym. Po ukończeniu dwóch szkół student może przystąpić do napisania pracy dyplomowej. Dyplom ukończenia seminarium przyznawany jest osobom, które obroniły pracę dyplomową. W danym roku można realizować program wyłącznie jednej z dwóch szkół, tj.:
- Fundamenty wiary – szkoła dogmatyczna – obejmująca następujące bloki tematyczne: nauka o Biblii i natchnieniu, Bogu, Jezusie Chrystusie, człowieku, grzechu, zbawieniu, Duchu Świętym, Kościele, aniołaniołach, rzeczach przyszłych oraz prawie mojżeszowym.

- Szkoła kaznodziejów i liderów – obejmująca następujące bloki tematyczne: powołanie do służby, Kościół Jezusa Chrystusa, biblijne szafarstwo, chrześcijańskie nabożeństwo, zrozumienie i wykład Słowa, nauczanie w małych grupach, kaznodziejstwo – wykłady i ćwiczenia, chrześcijańskie przywództwo, duszpasterstwo – wykłady i ćwiczenia, życie sługi Bożego.

Między wykładami odbywa się realizacja materiału uzupełniającego oraz prace kontrolne. Warunkiem kontynuacji nauki jest zaliczenie po każdym semestrze egzaminu.

### Inne szkoły
Innymi szkołami prowadzonymi przez seminarium co kilka lat są:
- Szkoła poradnictwa chrześcijańskiego – obejmująca następujące bloki tematyczne: człowiek – Boże stworzenie, krew Chrystusa, duchowa walka, charakter sługi, poradnictwo chrześcijańskie, chrześcijańska rodzina, poradnictwo rodzinne (poradnictwo przedmałżeńskie, poradnictwo małżeńskie, poradnictwo wychowawcze, seminarium: ćwiczenia z prowadzenia rozmów duszpasterskich), poradnictwo wśród dzieci i młodzieży, poradnictwo wśród chorych i samotnych.

- Szkoła służby muzycznej – obejmująca następujące bloki tematyczne: powołanie do służby, Kościół Jezusa Chrystusa – rola muzyki w Kościele i służbie, usługiwanie w Duchu, chrześcijańskie nabożeństwo, biblijne podstawy uwielbienia i służby muzycznej, prowadzenie uwielbienia – talent a pomazanie, niebezpieczeństwa w służbie muzycznej, instrument: lider, styl – warsztaty, prowadzenie uwielbienia w praktyce – warsztaty, życie sługi Bożego.

- Szkoła ewangelizacji i zakładania zborów – obejmująca następujące bloki tematyczne: fundamentalne zasady zakładania zborów, potrzeba zakładania zborów, definicja Kościoła, natura i funkcje Kościoła, koncepcja pomnażania zborów, służba misyjna apostoła Pawła, rola modlitwy w ewangelizacji, ewangelizacja – pokonywanie przeszkód, ewangelizacja wśród młodzieży, jak wyposażać innych do działań misyjnych?, jak pracować w zespole?, jak rozwijać wizję?, działania praktyczne – udział w akcjach misyjnych.